# Hermann Vogelsang (Geologe)

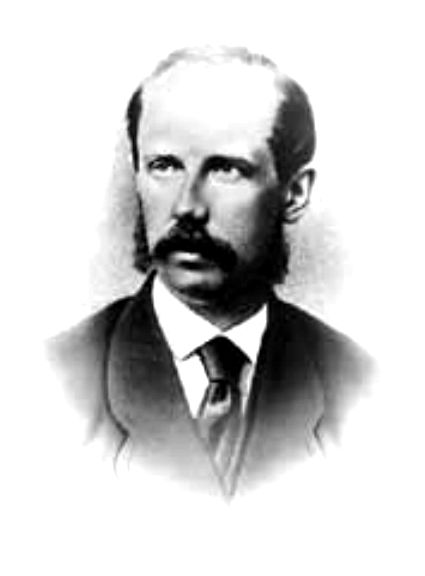
Hermann Vogelsang (1838–1874)

Hermann Vogelsang (* 11. April 1838 in Minden; † 6. Juni 1874 in Delft) war ein deutscher Mineraloge, Petrograph und Geologe.

## Biografie
Hermann Vogelsang wurde als Sohn von Peter Vogelsang und seiner Frau Anna (geborene Möllers) in Minden geboren. Sein Vater starb, als er noch sehr jung war, worauf die Familie ihren Wohnsitz nach Bonn verlegte, wo der Bruder des Vaters eine Professur für Theologie innehatte. Hermann besuchte in Bonn das Gymnasium, das er im Jahre 1856 nach bestandenen Abitur verließ. Danach trat er zunächst in eine bergbauliche Ausbildung beim preußischen Staat ein, in deren Verlauf er unter anderem verschiedene Bergwerke im damaligen preußischen Territorium kennenlernte. 1858 kehrte er nach Bonn zurück, wo er seinen Militärdienst ableistete und gleichzeitig mit seinem Studium begann. Seine Fächer waren Geologie, Chemie, Physik und Staatswissenschaften. In dieser Zeit bereiste er das Erzgebirge, Südfrankreich, Italien und Korsika. Damals entschloss er sich auch, aus dem preußischen Staatsdienst auszutreten und eine akademische Karriere anzustreben. Im Jahre 1863 wurde er in Bonn mit einer Arbeit über Gangbildungen promoviert. Bereits im folgenden Jahr 1864 habilitierte er sich in Bonn und wurde 1865 Professor am Polytechnikum zu Delft. Seit 1868 war er Mitglied der Königlich Niederländischen Akademie der Wissenschaften.
Seine Hauptarbeiten waren der mineralogischen und petrographischen Polarisationsmikroskopie (Dünnschliff-Untersuchungen) gewidmet, zu deren Entwicklung er wesentlich beigetragen hat. Er wies die Gegenwart flüssiger Kohlensäure in vielen Mineralien und Gesteinen nach, wozu er unter anderem einen Heiztisch für die Mikroskopie entwickelte, um die Proben bei erhöhter Temperatur beobachten zu können. Ferner untersuchte er die Anfänge der Kristallbildungen und machte Vorschläge zu einer neuen Klassifikation der Gesteine.
Hermann Vogelsang starb im Jahre 1874 überraschend an einer Lungenentzündung. Er hinterließ dem Polytechnikum unter anderem eine umfangreiche Sammlung von mikroskopischen Präparaten von Gesteinen und Mineralen, darunter solche von Meteoriten.

## Familie
Er war verheiratet mit Antonia Francisca Zirkel (* 11. Januar 1842 in Bonn), Schwester des Leipziger Mineralogen Ferdinand Zirkel (1838–1912)
- Kind: Karl Vogelsang (1866–1920), Oberberg- und Hüttendirektor der Mansfeldschen Kupferschieferbauenden Gewerkschaft in Eisleben
- Enkel: Kurd Vogelsang (1901–?), Dr. med., Professor der Augenheilkunde an der Charité Berlin.

## Publikationen
- Über die mikroskopische Struktur der Schlacken und Beziehungen zur Genesis der kristallinischen Gesteine (Leipzig 1864)
- Die Vulkane der Eifel, in ihrer Bildungsweise erklärt Bonn 1864; Reprint: Die Vulkane der Eifel in ihrer Bildungsweise erläutert: ein Beitrag zur Entwicklungsgeschichte der Vulkane, Aurel, Daun 2008, ISBN 978-3-938759-10-3 (Pp.) / ISBN 978-3-938759-09-7 (kart.).
- Philosophie der Geologie und mikroskopische Gesteinsstudien (Bonn 1867)
- Über die Systematik der Gesteinslehre (Bonn 1871)
- Über die natürlichen Ultramarinverbindungen (Bonn 1873)
- Die Krystalliten (nach dem Tode des Verfassers herausgegeben von Ferdinand Zirkel, Verlag Max Cohen, Bonn 1875)

## Sonstiges
Er ist nicht zu verwechseln mit Wolfgang Moritz Vogelgesang.